# Gagnoa
Gagnoa – miasto w południowej części Wybrzeża Kości Słoniowej.
W mieście dominuje przemysł drzewny oraz spożywczy. Znajduje się tu również port lotniczy Gagnoa. Liczba mieszkańców w 2003 wynosiła 132 tys.